# Nuvem de variograma
Nuvem de variograma (Haslett et al. 1991) é um gráfico de dispersão do valor do variograma de todo o conjunto (ou sub-conjunto) de pares de observações numa amostragem no qual no eixo do X é dado a distância do valor do variograma e no eixo Y o valor do próprio variograma. É habitualmente usado em análise exploratória de dados (AED), considerando a sua posição geográfica, para identificar pares de dados que estejam fora do expectável para a mesma população. Se vários valores atípicos (outliers) de pares tiverem em comum a mesma amostra é indicação que essa amostra é substancialmente diferente dos seus vizinhos, especialmente se se encontrar a pequenas distâncias. Revela também quais os pares que se encontram acima do limite do relacionável (acima do patamar imposto) e a que distâncias se encontram mais pares de pontos. A nuvem de variograma difere do variograma experimental especialmente por não ter critérios de escolha de pares de amostras para serem calculado e deles retirado o valor expectável (média), nomeadamente distância e orientação. Cada par representa um ponto.

## Definição
A nuvem de variograma é feito calculando o valor do variograma para todos os pares de amostras:
{\displaystyle E[\gamma (h)]={\frac {1}{2|N(h)|}}\sum _{(i,j)\in N(h)}E[|Z(x_{i})-Z(x_{j})|^{2}]={\frac {1}{2|N(h)|}}\sum _{(i,j)\in N(h)}2\gamma (x_{j}-x_{i})}
guardando também a distância correspondente, {\displaystyle h}. O resultado é uma nuvem de pontos de distância vs. variograma como se pode ver no exemplo seguinte (a linha vermelha representa o patamar, neste caso a variância dos dados):